# 彼得森住所
彼得森的房子（英語：The Petersen House），是一所19世纪的联邦风格的连栋住宅，位于美国华盛顿特区的第十街西北处。1865年4月14日晚，美国总统亚伯拉罕·林肯在福特剧院被人射杀，地點就在這棟房子的隔街对面，隔日早上7點22分，林肯死于这所住宅内。房子由名叫威廉·A·彼得森（William A. Petersen）的德国裁缝建于1849年。

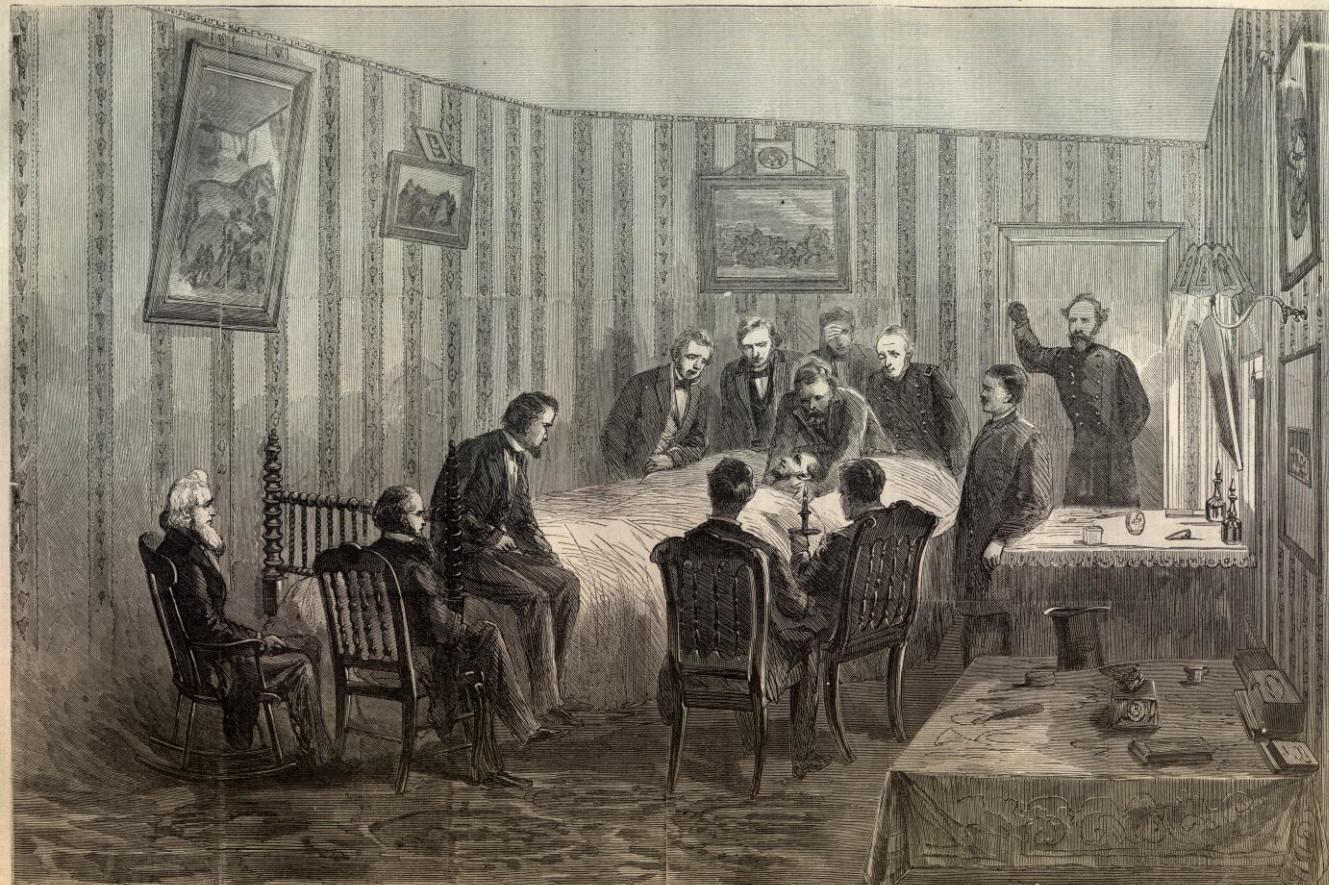
林肯在床上去世。

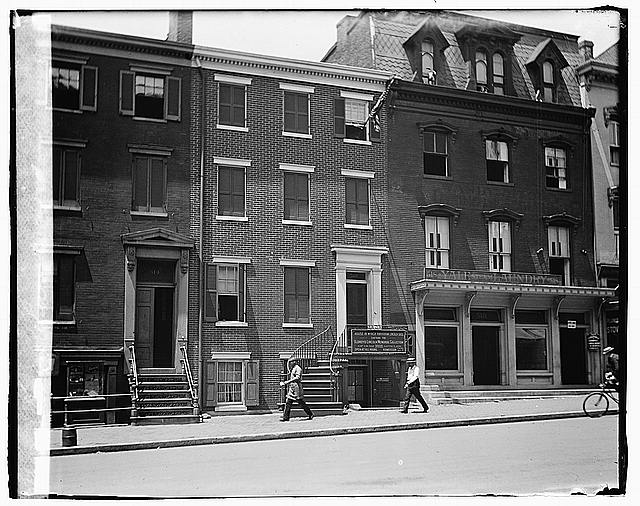
彼得森的房子，大约摄于1918年

## 参看
- 林肯遇刺
- 福特剧院